# Elmerina holophaea
Elmerina holophaea är en svampart som först beskrevs av Narcisse Theophile Patouillard, och fick sitt nu gällande namn av Erast Parmasto 1984. Elmerina holophaea ingår i släktet Elmerina, ordningen Auriculariales, klassen Agaricomycetes, divisionen basidiesvampar och riket svampar.   Inga underarter finns listade i Catalogue of Life.